# Latvian-Estonian Basketball League
La Latvian-Estonian Basketball League es la máxima competición profesional de baloncesto de Letonia y Estonia. La competición se creó en 2018 fruto de la fusión entre la Latvijas Basketbola līga letona y la Korvpalli Meistriliiga estonia. El 9 de abril de 2019 se proclamó el primer campeón, el BK Ventspils letón.
Debido a la invasión de Ucrania, en junio de 2022, el club ucraniano BC Prometey se unió a la liga cuando la Superliga de Ucrania fue suspendida. El equipo juega sus partidos en casa en Riga.

## Equipos
16 equipos, 8 de Estonia, 7de Letonia y 1 de Ucrania, conforman la liga.

### Pabellones y localización
| Equipo                | Ciudad    | Pabellón                        |
| --------------------- | --------- | ------------------------------- |
| Avis Utilitas Rapla   | Rapla     | Sadolin Sports Hall             |
| Kalev/Cramo           | Tallinn   | Kalev Sports Hall               |
| Prometey              | Riga      | Arena Riga                      |
| BC Tarvas             | Rakvere   | Rakvere Sports Hall             |
| Liepāja               | Liepāja   | Liepāja Olympic Center          |
| Ogre                  | Ogre      | Ogre 1st Secondary School       |
| Ventspils             | Ventspils | Ventspils Olympic Center        |
| Keila KK              | Keila     | Keila Korvpallikool MTÜ         |
| KK Viimsi             | Viimsi    | Karulaugu Spordikeskus          |
| Latvijas Universitāte | Rīga      | Elektrum Olympic Sports Center  |
| Pärnu Sadam           | Pärnu     | Pärnu Sports Hall               |
| Tallinna Kalev/TLÜ    | Tallinn   | Sõle Sports Center              |
| TalTech               | Tallinn   | TalTech Sports Hall             |
| Tartu Ülikool         | Tartu     | University of Tartu Sports Hall |
| Valmiera Glass VIA    | Valmiera  | Vidzeme Olympic Center          |
| VEF Rīga              | Rīga      | Elektrum Olympic Sports Center  |

## Palmarés
| Año     | Campeón                                    | Finalista                                  | Tercero                                    |
| ------- | ------------------------------------------ | ------------------------------------------ | ------------------------------------------ |
| 2018–19 | Ventspils                                  | VEF Rīga                                   | Kalev                                      |
| 2019–20 | No se disputó por la pandemia de Covid-19. | No se disputó por la pandemia de Covid-19. | No se disputó por la pandemia de Covid-19. |
| 2020–21 | Kalev/Cramo                                | VEF Rīga                                   | Ogre                                       |
| 2021–22 | VEF Rīga                                   | Viimsi                                     | Pärnu                                      |
| 2022–23 | BC Prometey                                | VEF Rīga                                   | Tartu Ülikool/Rock                         |
| 2023–24 | BC Prometey                                | Kalev/Cramo                                | VEF Rīga                                   |